# Flugplatz Großrückerswalde

i7
i11
i13
Der Flugplatz Großrückerswalde (ICAO-Code: EDAG) ist ein Verkehrslandeplatz in Großrückerswalde im Erzgebirgskreis. Er ist für Segelflugzeuge, Motorsegler, Ultraleichtflugzeuge und Motorflugzeuge mit einem Höchstabfluggewicht von bis zu 5,7 Tonnen zugelassen. Neben dem Fliegerclub Großrückerswalde e. V., der den Flugplatz betreibt, nutzen auch noch der Fallschirmsportverein Rüwalders e. V. und der Flugsportverein Erzgebirge e. V. den Platz.

## Geschichte
Der Flugplatz Großrückerswalde geht zurück auf das Jahr 1928. Damals landete auf einem benachbarten Grundstück im Rahmen des 90. Vereinsfestes des Marienberger Gewerbevereins ein Motorflugzeug vom Typ Klemm 13. In der Folge kam es zur Gründung einer ersten Segelfliegergruppe und der Bau einer Flugschule wurde geplant. Dieser erfolgte ab 1935 in der Gemeinde Großrückerswalde und ist circa drei Kilometer vom heutigen Standort entfernt. Durch die Hanglage mit Ausrichtung nach Westen konnte der damals verbreitete Gummiseilstart für die Grundausbildung hervorragend genutzt werden. Die Flugschule diente bis 1990 auch Flugsportlern als Unterkunft, Unterrichtsgebäude und Werkstatt. Seit dieser Zeit finden alle flugsportlichen Aktivitäten ausschließlich am Flugplatz Großrückerswalde statt, der nach der Gründung der Flugschule bereits als Windenstartplatz genutzt wurde.
Nutzer und teilweise auch Betreiber der Flugschule waren über die Jahrzehnte das NSFK, die FDJ, die Wismut AG und die Gesellschaft für Sport und Technik.
Bereits kurz nach der Gründung der Flugschule wurde im Jahr 1939 ein Weltrekord im Segelflug aufgestellt. Otto Bräutigam, der damalige Leiter der Flugschule, flog mit seinem Begleiter in einem doppelsitzigen Segelflugzeug vom Typ Kranich 362 Kilometer nach Wien und landete dort auf einem heute nicht mehr existierenden Flugplatz.
Über die Geschichte des Segelfluges in Marienberg und Großrückerswalde in den Jahren 1928 bis 1945 gibt es inzwischen auch eine umfangreiche Broschüre.
Heute werden von Großrückerswalde aus Streckenflüge von bis zu mehr als 800 Kilometer Länge durchgeführt. Viele davon lassen sich in Segelflugportalen wie Online Contest wiederfinden.

## Flugbetrieb
Der Flugplatz wird ausschließlich ehrenamtlich betrieben und ist daher nicht ganzjährig geöffnet. Die Ortsvereine betreiben die Flugsportarten Segelflug, Fallschirmsport, Modellflug und Ultraleichtflug hauptsächlich an Wochenenden und Feiertagen im Zeitraum von April bis Oktober.

## Umgebung
Durch seine Lage im mittleren Erzgebirge ist der Flugplatz touristisch für Wanderungen und Fahrradtouren gut erschlossen. Auch Tagesausflüge in die Großstädte Dresden, Prag oder Chemnitz sind möglich.

## Zwischenfälle
- Am 3. Mai 1997 führten zwei Fallschirmspringer einen 2er-Formationssprung aus 2500 Metern Höhe durch. Der erste Springer öffnete seinen Hauptschirm in einer Höhe von circa 700 bis 800 Metern und landete sicher. Der zweite Springer öffnete seinen Hauptschirm nicht. In etwa 230 Metern Höhe wurde der Reserveschirm aktiviert, öffnete jedoch nicht vollständig. Der Springer wurde durch den harten Aufprall schwer verletzt.[4]

- Am 16. August 1997 meldeten sich kurz nacheinander ein Segelflugzeug vom Typ PZL Bielsko SZD-30 am Windenstart und ein Segelflugzeug vom Typ PZL Bielsko SZD-50 an einem Schleppflugzeug vom Typ PZL-104 Wilga 35 abflugbereit. Der Startleiter ließ das Flugzeug im Windenstart zuerst starten. Noch während des Windenstarts startet das Schleppflugzeug ebenfalls. In einer Höhe von 40 bis 50 Metern kollidierte das Schleppflugzeug mit dem bereits ausgeklinkten Windenseil. Dabei wurde der Propeller und die rechte Tragfläche der PZL-104 getroffen. Daraus folgte starkes Schütteln des Motors und eine Leckage des Treibstoffsystems. Der Pilot der SZD-50 bemerkte den Leistungsabfall des Schleppflugzeugs, klinkte das Seil aus und landete sicher. Der Pilot des Schleppflugzeuge nahm Gas zurück, schaltete die Zündung aus und leitete eine Notlandung ein. Bei der Notlandung überschlug sich das Flugzeug und geriet in Brand. Der 26-jährige Pilot wurde schwer verletzt, konnte sich aber aus eigener Kraft aus dem Flugzeug retten. Seine Passagierin wurde tödlich verletzt.[5]

- Am 27. Juli 1999 startete eine Rolladen Schneider LS8-A im Windenstart. In einer Höhe von etwa 30 Metern geriet das Flugzeug außer Kontrolle und prallte auf den Boden auf. Das Flugzeug wurde dabei schwer beschädigt und der Pilot schwer verletzt.[6]

- Am 10. September 2016 kollidierte ein Ultraleichtflugzeug vom Typ Flight Design CTSW mit einem Segelflugzeug vom Typ Schleicher ASK 21. Das Segelflugzeug wurde dabei leicht beschädigt, konnte aber problemlos landen. Die Insassen blieben unverletzt. Das Ultraleichtflugzeug geriet durch die Kollision in eine steile Steiglage und stürzte in der Folge in einen an den Flugplatz angrenzenden Wald. Der 54-jährige Pilot und sein Passagier kamen dabei ums Leben.[7]